# IV. Chlothar frank király
IV. Chlothar (682 – 719) frank király Austrasiában 717-től haláláig.
Némelyek szerint II. Dagobert, mások szerint III. Theodorich fia. 717-ben Martell Károly II. Chilperichkel szemben mint árnyékkirályt állította fel.